# Грибошинский Выставок
 Грибошинский Выставок  — опустевшая деревня в Лузском муниципальном округе Кировской области.

## География
Расположена на расстоянии примерно 52 км на восток-юго-восток по прямой от города Луза на левобережье реки Луза.

## История
Известна с 1859 года как деревня Грибошинский Выставок (Кольцовы), где дворов было 6 и жителей 45, в 1926 (Грибошинский Выставок), дворов 9 и жителей 48, в 1950 6 и 25, в 1989 оставалось 3 жителя. В советское время работал колхоз «Грибошинец». С 2006 по 2012 года была в составе Грибошинского сельского поселения, с 2012 по 2020 год находилась в составе Папуловского сельского поселения.

## Население
Постоянное население составляло 1 человек (русские 100%) в 2002 году, 0 в 2010.